# Harvard Mark I
Harvard Mark I, ou Automatic Sequence Controlled Calculator (ASCC, em português "Calculadora Automática de Sequência Controlada"), chamado popularmente de Mark I, foi a primeira calculadora eletromecânica automática produzida em larga escala desenvolvido nos Estados Unidos, projetada em 1930 pelo estudante pós-graduando em física Howard Aiken, na Universidade Harvard e, construído em 1944, em uma parceria com a empresa IBM, durante a Segunda Guerra Mundial.
Pesando cerca de 5 toneladas foi a primeira calculadora automática produzida em larga escala, desenvolvido nos Estados Unidos.

## Origens
Howard Aiken tinha começado a procurar uma empresa para projetar e construir sua calculadora no início de 1937. Depois de duas rejeições, ele foi mostrado um conjunto demonstração de que o filho de Charles Babbage tinha dado à Universidade de Harvard 70 anos antes. Isso o levou a estudar Babbage e adicionar referências da máquina analítica à sua proposta; a máquina resultante "trouxe princípios da máquina analítica de Babbage quase a plena realização, enquanto a adição de novas funcionalidades importantes".
O conceito original foi apresentado à IBM por Howard Aiken em novembro de 1937. Depois de um estudo de viabilidade por engenheiros da IBM, o presidente da companhia, Thomas Watson, aprovou o projeto e seu financiamento em fevereiro de 1939.
O Mark I foi desenvolvido e construído pela IBM em seu Endicott e, posteriormente enviado para Harvard em fevereiro de 1944. Iniciou com cálculos para os EUA Navy Bureau of Ships em maio e foi apresentado oficialmente à universidade em 24 de agosto de 1944.

## Projeto e construção
O ASCC foi construído a partir de interruptores, relés, eixos rotativos e embreagens. Utilizou 765 mil componentes eletromecânicos e centenas de quilômetros de fio, compreendendo um volume de 816 pés cúbicos (23 m3) - 51 pés (16 m) de comprimento, 8 pés (2,4 m) de altura e 2 pés (0,61 m) de profundidade. Pesava cerca de 10 000 libras (4 500 kg). As unidades de cálculo básicas tiveram de ser sincronizadas e alimentadas mecanicamente, de modo que foram operadas por um eixo de transmissão de 50 pés (15 m) acoplado a um motor elétrico de 5 cavalos de potência (3,7 kW), que servia de fonte de energia principal e relógio do sistema. Dos arquivos da IBM:
A Calculadora Automática de Seqüência Controlada (Harvard Mark I) foi a primeira máquina operacional que poderia executar cálculos longos automaticamente. Um projeto concebido pelo Dr. Howard Aiken da Universidade Harvard, o Mark I foi construído por engenheiros da IBM em Endicott, NY. Um quadro de aço de 51 pés de comprimento e 8 pés de altura mantinha a calculadora, que consistia em um painel de engrenagens de engrenagens pequenas, contadores, interruptores e circuitos de controle, todos com apenas alguns centímetros de profundidade. O ASCC usou 500 milhas de fio com três milhões de conexões, 3 500 relés multipontos com 35 000 contatos, 2 225 contadores, 1 464 interruptores de tenda e níveis de 72 máquinas de adição, cada um com 23 números significativos. Era a maior calculadora eletromecânica da indústria.
O gabinete para o Mark I foi projetado pelo futurista designer industrial norte-americano Norman Bel Geddes. Aiken considerou o invólucro elaborado como um desperdício de recursos, uma vez que o poder de computação estava em alta demanda durante a guerra e os fundos (aproximadamente US$ 50 000 conforme Grace Hopper) poderiam ter sido usados para construir equipamentos informáticos adicionais.